# Epidendrum sarcodes
Epidendrum sarcodes är en orkidéart som beskrevs av John Lindley. Epidendrum sarcodes ingår i släktet Epidendrum och familjen orkidéer.
Artens utbredningsområde är Colombia. Inga underarter finns listade i Catalogue of Life.